# Proteuxoa amaurodes
Proteuxoa amaurodes är en fjärilsart som beskrevs av Oswald Beltram Lower 1901. Proteuxoa amaurodes ingår i släktet Proteuxoa och familjen nattflyn. Inga underarter finns listade i Catalogue of Life.